# Malin Foxdal
Ingrid Malin Ulrika Foxdal, född 27 maj 1978 i Sundborn, Dalarna, är en svensk sångare och låtskrivare.

## Biografi
Foxdal föddes i Sundborn men flyttade som barn till Falun och började tidigt med körsång. Hon studerade 1994–1997 vid estetiska programmet på Haraldsbogymnasiet, 1997–1998 vid Musikkonservatoriet Falun och 1998–2004 vid Kungliga Musikhögskolan i Stockholm.
Foxdal blandar på ett personligt vis svensk folkmusik och visa med bland annat amerikansk och keltisk musik, country och jazz. Hon var tidigare medlem i gruppen Electric Folk och släppte med den albumet Woodland Groove 2004. År 2005 medverkade hon på samlingsalbumet Jul i folkton. Hon var även medlem i gruppen Irmelin 1999–2011.
Hon albumdebuterade som soloartist med 2007 års Jag längtade. År 2010 släpptes Nattfjäril där hon tolkar låtar av Gillian Welch, översatta till svenska och med ackompanjemang av bland andra Esbjörn Hazelius och Mattias Pérez. År 2013 släppte hon countryalbumet Lång väg hem och 2015 bluesalbumet Live tillsammans med Clas Yngström. Hon har även gästsjungit på Peter Carlsson & Blå Grodornas album Ursäkta att vi finns (2008).

## Diskografi
- 2007 – Jag längtade
- 2010 – Nattfjäril
- 2013 – Lång väg hem
- 2015 – Clas & Malin – Live (med Clas Yngström)
- 2018 – Swede Hollow (Malin Foxdal Trio)